# Canon de 138 modèle 1873–74
Die Canon de 138 modèle 1873–74 war ein französisches Festungsgeschütz, das ursprünglich aus einem 16-Pfünder Vorderlader-Feldgeschütz mit bronzenem Rohr bestand.
Im Zuge dringend benötigter Festungsgeschütze, um damit nach dem 1870/71 verlorenen Krieg die neuerbauten Werke des Abwehrriegels gegen  Deutschland, die sogenannte „Barrière de fer“ (Eiserne Barriere) auszustatten, ging man dazu über, veraltetes Geschützmaterial zu modernisieren.
Auf Veranlassung des Général De Reffye wurden die Rohre zunächst mit einem Verschluss ausgestattet und „Systeme de Reffye“ genannt. Dieser Verschluss ist ein Reffye Verschluss, entwickelt von Général Treuille de Beaulieu. Zuletzt wurde das Rohr auf eine, von dem Lieutenant colonel Perrier et Lahitolle 1875 entworfene stählerne Lafette gesetzt, „affût à soulèvement“  (Erhöhte Lafette) genannt.
Diese Kanone wurde vor 1900 in vielen Festungswerken aufgestellt. Es handelte sich hierbei um das erste größere Kaliber mit einem Verschluss, das passend speziell für die Aufstellung in den Forts entwickelt worden war. Sie wurden allerdings nicht nur auf den Wällen platziert (freistehend) und nur von einer Brustwehr und Traversen gedeckt, sondern auch in den sog. „Casemate Mougin“ unter Panzerschutz. Hierfür wurde dann eine andere, spezielle Lafette verwendet.
Das Gewicht in Feuerstellung betrug 3840 kg, das Geschossgewicht lag bei 24 kg. Die maximale Reichweite betrug 7.750 Meter, die Mündungsgeschwindigkeit Vo = 418 m/s.
Nach dem Jahre 1906 verschwanden diese antiquierten Stücke jedoch zusehends und wurden durch die modernere Canon de 120 mm L modèle 1878 ersetzt.
Zumindest im „Musée de l'artillerie“ in Draguignan befindet sich noch ein Exemplar in der Ausstellung.